# Theologische Tugenden

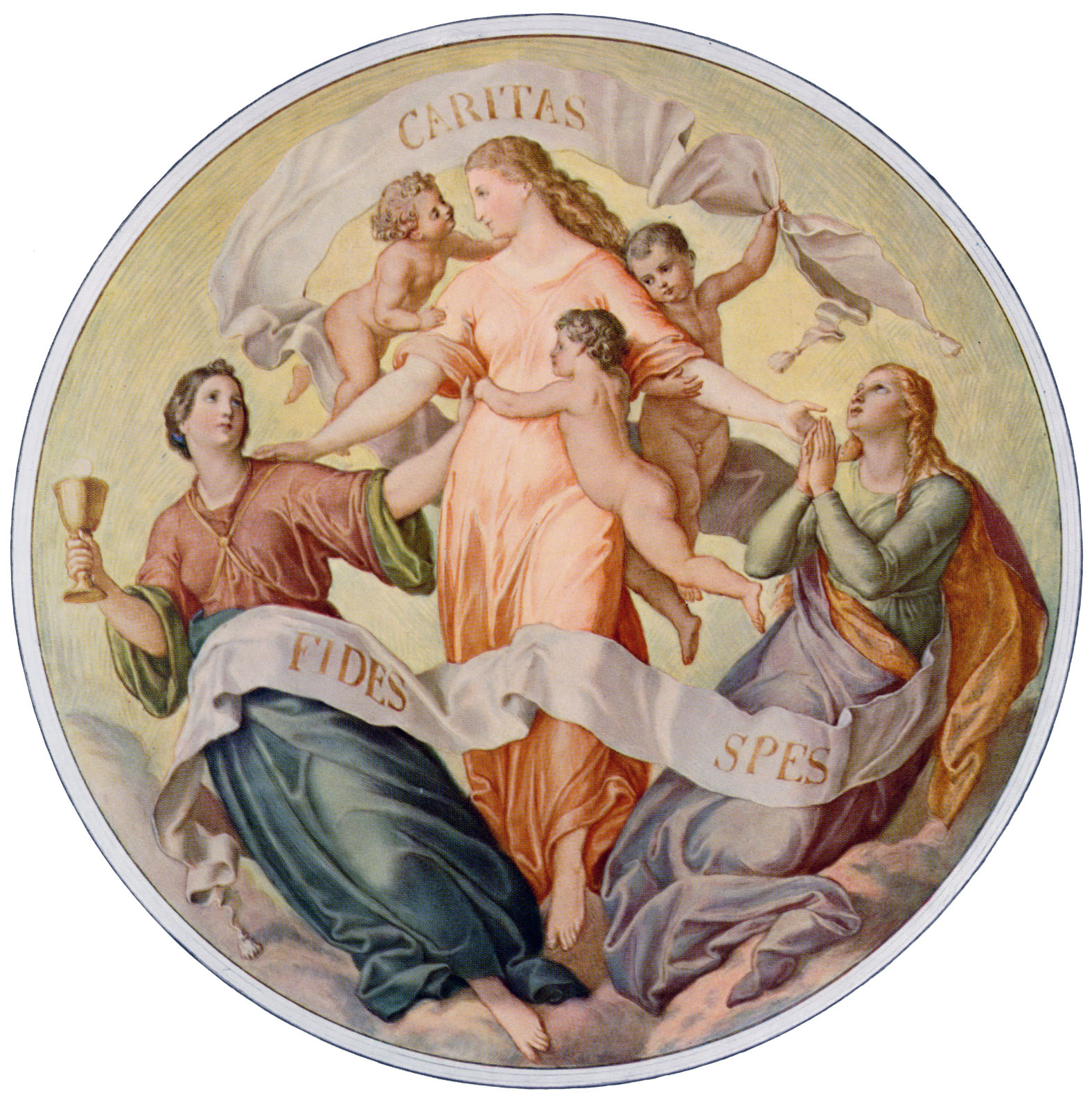
Julius Schnorr von Carolsfeld: Glaube, Liebe, Hoffnung

Allegorische Darstellung von Glaube, Liebe und Hoffnung, Wilhelm Aarland (vor 1905)

Die theologischen Tugenden, auch göttliche Tugenden, christliche Tugenden oder eingegossene Tugenden, sind Glaube, Liebe und Hoffnung. Sie wurden von Paulus von Tarsus formuliert. Die früheste Erwähnung findet sich in 1 Thess 1,3 , die bekannteste allerdings im Hohen Lied der Liebe im 1. Korintherbrief: „Für jetzt bleiben Glaube, Hoffnung, Liebe, diese drei; doch am größten unter ihnen ist die Liebe.“ (1 Kor 13,13 ).
Im Gegensatz zu den zehn Geboten sind diese drei Tugenden keine konkreten Handlungsvorschriften, sondern von Christen verlangte Einstellungen bzw. innere Haltungen. Sie werden von den vier aus der antiken Philosophie übernommenen Kardinaltugenden Klugheit, Gerechtigkeit, Tapferkeit und Mäßigung ergänzt.
Im Unterschied zu den menschlichen Tugenden werden die göttlichen Tugenden als von Gott in die Seele der Gläubigen „eingegossen“ bezeichnet. Die menschlichen Tugenden wurzeln in den göttlichen.
Die Tugend ist Teil des geistlichen Wachstums:

„Darum setzt allen Eifer daran, mit eurem Glauben die Tugend zu verbinden, mit der Tugend die Erkenntnis, mit der Erkenntnis die Selbstbeherrschung, mit der Selbstbeherrschung die Ausdauer, mit der Ausdauer die Frömmigkeit, mit der Frömmigkeit die Brüderlichkeit und mit der Brüderlichkeit die Liebe. Wenn dies alles bei euch vorhanden ist und wächst, dann nimmt es euch die Trägheit und Unfruchtbarkeit, sodass ihr Jesus Christus, unseren Herrn, immer tiefer erkennt.“

Auf Papst Gregor den Großen (540–604) geht der traditionelle Kanon der sieben Tugenden  zurück, indem er drei göttlichen Tugenden Glaube (fides), Liebe (caritas) und Hoffnung (spes) den antiken platonischen Kardinaltugenden Klugheit (prudentia), Gerechtigkeit (iustitia), Tapferkeit (fortitudo) und Mäßigung (temperantia) hinzurechnete.

## Tradition

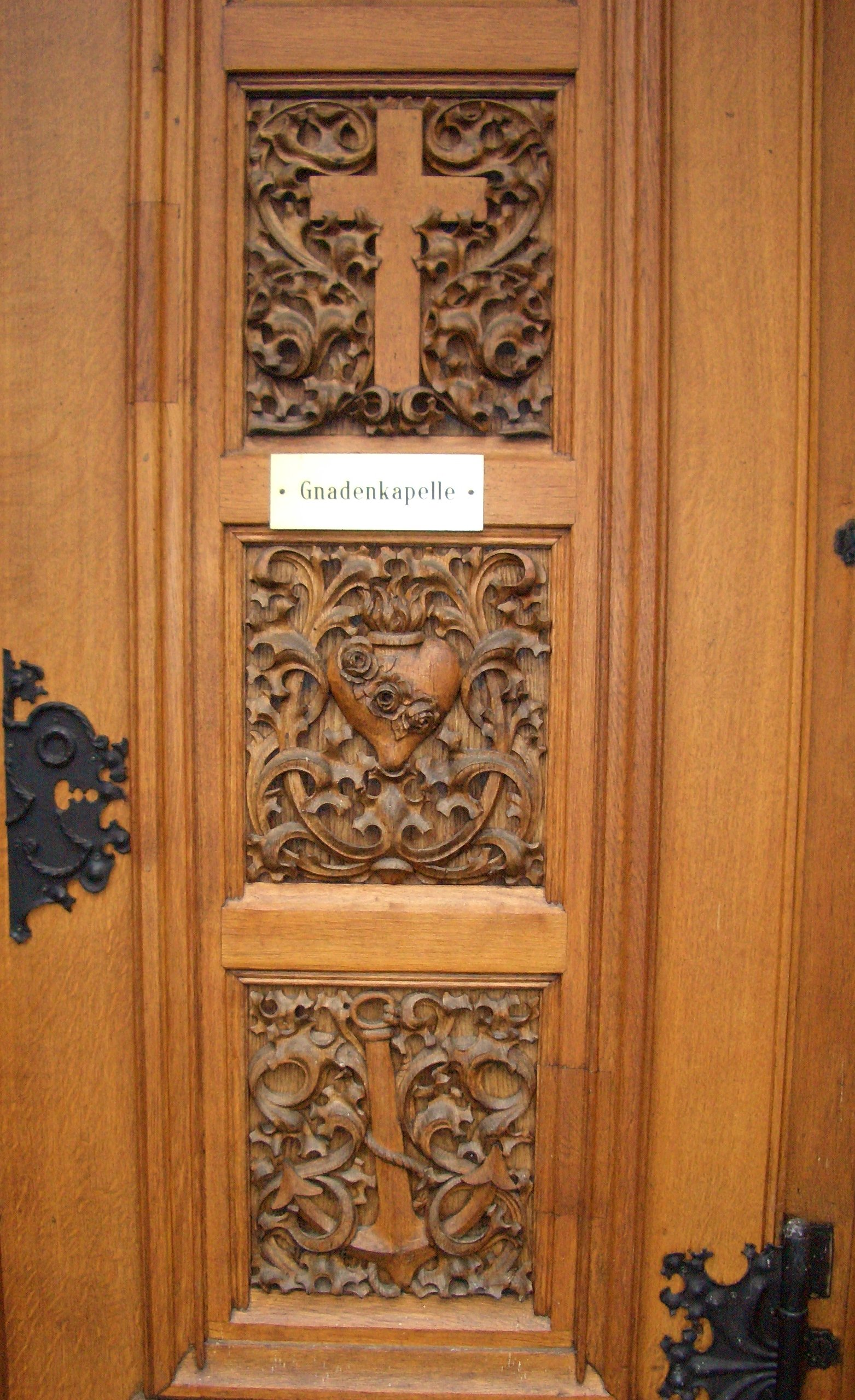
Darstellung der christlichen Tugenden an der Gnadenkapelle, Kloster Himmerod. Die Liebe ist durch das Unbefleckte Herz Mariens symbolisiert.

Erwähnt werden diese Tugenden auch in den Clausulae zu Beginn des Rosenkranzes: „Jesus, der uns den Glauben mehre, … der uns die Hoffnung stärke, … der in uns die Liebe entzünde.“
Papst Benedikt XVI. schrieb über die göttlichen Tugenden Liebe und Hoffnung die  Enzykliken Deus caritas est und Spe salvi. Die vor seinem Amtsverzicht begonnene Enzyklika Lumen fidei über den Glauben stellte Papst Franziskus fertig.

## Ikonographie
- Glaube (fides): Symbolisiert durch das Kreuz oder einen Kelch mit Hostie.
- Liebe (caritas): Wird in der Ikonografie durch ein Herz dargestellt oder durch eine Frau mit Kindern.
- Hoffnung (spes): Wird durch einen Anker, einen Vogel oder einen Zweig symbolisiert.

Einer Überlieferung zufolge verteilte die vornehme christliche Witwe Sophia von Mailand ihre Habe an die Armen und reiste mit ihren Töchtern Fides, Spes und Caritas, drei geweihten Jungfrauen, von Mailand nach Rom, wo sie in der Christenverfolgung unter  Hadrian das Martyrium erlitten.

## Belletristische Rezeption
Ödön von Horváth setzt sich mit dieser Thematik in seinem Stück Glaube Liebe Hoffnung – Ein kleiner Totentanz in fünf Bildern auseinander.
Wilhelm Müller nimmt im Liederzyklus Winterreise im 23. Lied („Die Nebensonnen“) Bezug auf die theologischen Tugenden.